# Wiggins Hill
Wiggins Hill – osada w Anglii, w hrabstwie Warwickshire, w dystrykcie North Warwickshire. Leży 31 km na północ od miasta Warwick i 160 km na północny zachód od Londynu.